# 圣卢卡斯 (艾奥瓦州)
聖盧卡斯（英語：St. Lucas）是一個位於美國愛荷華州費耶特縣的城市。

## 地理
聖盧卡斯的座標為43°03′50″N 91°56′05″W / 43.06389°N 91.93472°W，而該地的平均海拔高度為322米（即1056英尺）。

## 人口
根據2010年美國人口普查的數據，聖盧卡斯的面積為0.70平方千米，當中陸地面積為0.70平方千米，而水域面積為0.00平方千米。當地共有人口143人，而人口密度為每平方千米204人。